# Katharine Wilkinson
Pour les articles homonymes, voir Wilkinson.
Katharine K. Wilkinson est une écrivaine, professeure et militante américaine contre le changement climatique.
Elle est directrice exécutive et cofondatrice du projet All We Can Save. Cette organisation à but non lucratif a pour mission de créer des communautés pour trouver des solutions contre le changement climatique. Elle coanime le podcast A Matter of Degrees avec Leah Stokes (en), professeure à l'université de Californie de Santa Barbara. Auparavant, Wilkinson a été rédactrice en chef de The Drawdown Review chez Project Drawdown et rédactrice principale du best-seller Drawdown du New York Times, qui documente l'approche de « ce qui est possible » pour lutter contre le changement climatique. Le magazine américain Time l'a nommée parmi les 15 « femmes qui sauveront le monde » en 2019.

## Biographie

### Jeunesse et éducation
Wilkinson, originaire d'Atlanta en Géorgie, obtient un diplôme de premier cycle en religion à Sewanee, où elle est occasionnellement professeure invitée. Alors qu'elle fréquente Sewanee, elle reçoit à deux reprises la bourse Udall et obtient son diplôme en major de promotion. En tant que boursière Rhodes, elle soutient un doctorat en philosophie et environnement de l'université d'Oxford. Elle réalise sa thèse sous la direction de la géographe Diana Liverman.

### Carrière
Wilkinson commence sa carrière en tant que consultante au Conseil de défense des ressources naturelles (NRDC). Sur la base des recherches de sa bourse Rhodes, elle publie son premier livre, Between God & Green, chez Oxford University Press en 2012. Après ses études supérieures, Wilkinson se lance dans le conseil en stratégie au Boston Consulting Group puis à BrightHouse.
En 2016, Wilkinson rejoint Project Drawdown, où elle travaille en tant que rédactrice principale de Drawdown (2017) et exerce en tant que vice-présidente de la communication et de l'engagement. Elle est ensuite rédactrice principale et rédactrice en chef de The Drawdown Review (2020).
En septembre 2020, Wilkinson et Ayana Elizabeth Johnson publient All We Can Save: Truth, Courage, and Solutions for the Climate Crisis, chez Random House. L'ouvrage rassemble l'expertise et les idées de dizaines de femmes (scientifiques, journalistes, agriculteurs, avocats, enseignants, activistes, innovatrices, etc.) sur la crise climatique et les solutions possibles. Entremêlant des essais avec de la poésie et de l'art, le livre devient un best-seller national. À la suite de ce succès, Wilkinson crée All We Can Save Circles, des communautés pour ouvrir le dialogue autour des solutions contre le changement climatique.
En octobre 2020, Leah Stokes et Wilkinson lancent le podcast A Matter of Degrees, dans lequel elles discutent des leviers de pouvoir qui provoquent le changement climatique et des outils qui apportent des solutions. Le podcast est acclamé par la critique. Le journaliste et écologiste Bill McKibben déclare notamment : « Je peux témoigner personnellement que A Matter of Degrees, le nouveau podcast de Leah Stokes et Katharine Wilkinson, deux des voix les plus importantes et les plus fiables dans le débat sur le climat, est une émission à ne pas manquer ».
Elle est actuellement directrice exécutive et cofondatrice du projet All We Can Save, qui a pour mission de créer une communauté autour de solutions concrètes contre le changement climatique. 

### Prises de parole et publications
Wilkinson prend régulièrement la parole pour Aspen Ideas, TEDWomen, National Geographic, The New York Times, Skoll World Forum ou les Nations Unies. Au-delà de ses livres, Wilkinson écrit des articles pour plusieurs médias, dont The Washington Post, Time, Elle, et CNN.

## Prises de position
Wilkinson est en partie connue pour son rôle dans la défense des femmes dans l'activisme contre le changement climatique, notamment grâce à sa conférence TED de 2018, qui compte plus de 2 millions de vues. Elle coédite avec Ayana Elizabeth Johnson l'anthologie All We Can Save, qui rassemble les idées de dizaines de femmes engagées pour le climat. L'Académie des poètes américains la nomme juge du Treehouse Climate Action Poem Prize.
Ses livres sur le climat comprennent l'anthologie à succès All We Can Save (2020, coéditrice), The Drawdown Review (2020, rédactrice en chef et auteure principale), le best-seller du New York Times, Drawdown (2017, écrivaine principale), et Between God & Green (2012), que le Boston Globe qualifie de « histoire d’une importance vitale, voire subversive ».

## Honneurs et distinctions
En plus d'avoir été sélectionnée comme boursière Rhodes et Udall au début de sa carrière, Wilkinson est reconnue comme LEAD Atlanta promotion 2014. Elle est nommée Planned Parenthood Southeast: Legend in the Making en 2019, parmi les 15 femmes qui vont sauver le monde selon le Time la même année, parmi « Les 100 personnes les plus influentes » d'A Political en matière de politique de genre en 2021 et selon Georgia Trend : Géorgiens notables en 2022.